# Viktoria Alsdorf
Viktoria Alsdorf (offiziell: Sportvereinigung Viktoria Alsdorf e. V. 1916) war ein Sportverein aus Alsdorf in der Städteregion Aachen. Die erste Fußballmannschaft spielte ein Jahr in der damals zweitklassigen 2. Liga West.

## Geschichte

### Die Stammvereine
Am 19. Juni 1949 fusionierten die Vereine Alsdorfer Sportvereinigung (gegründet am 22. Juni 1919) und Viktoria Kellersberg (gegründet 1916) zur Sportvereinigung Viktoria Alsdorf. Die Alsdorfer Sportvereinigung schaffte im Jahre 1928 den Aufstieg in die seinerzeit erstklassige 1. Rheinbezirksklasse. Als Tabellenachter wurde die Qualifikation für die neu geschaffene Rheinbezirksliga nur knapp verpasst. 1947 verpasste die Sportvereinigung die Qualifikation für neu geschaffenen Landesliga und verpasste in den folgenden beiden Jahren den Aufstieg jeweils als Vizemeister hinter dem Stolberger SV bzw. dem SV Merkstein-Streiffeld. Viktoria Kellersberg hingegen gelang 1947 die Qualifikation für die Landesliga, der seinerzeit höchsten Amateurliga am Mittelrhein, kam dort aber nicht über den Abstiegskampf hinaus.

### Viktoria Alsdorf
Unter diesem Namen wurde der Verein in die damals zweitklassige II. Division West aufgenommen. Nach einem zwölften Platz in der Saison 1949/50 wurde dem Verein wegen Mängel in der Buchführung die Lizenz entzogen und musste zwangsabsteigen. Im Jahre 1952 errang der Verein die Mittelrheinmeisterschaft, nachdem sich die Viktoria in den Entscheidungsspielen gegen TuRa Bonn mit 1:0 und 7:2 durchsetzen konnte. Da die II. Division von einer zweigleisigen in eine eingleisige Liga zusammengefasst wurde, wurde der Aufstieg ausgesetzt. Bei der Amateurmeisterschaft setzte sich die Viktoria zunächst mit 5:1 gegen den SC West Kaiserslautern durch und schied dann im Viertelfinale nach einem 1:4 gegen den VfR Schwenningen aus.
Zwei Jahre später stieg die Viktoria in die Bezirksklasse ab. Nach dem sofortigen Wiederaufstieg gehörte die Viktoria 1956 zu den Gründungsmitgliedern der Verbandsliga Mittelrhein. Nach einem fünften Platz in der Saison 1958/59 musste die Viktoria 1962 in die Landesliga absteigen. Auch dieses Mal gelang der direkte Wiederaufstieg mit einem Punkt Vorsprung auf Verfolger VfJ Ratheim. Die Verbandsliga konnte bis 1966 gehalten werden. In der Landesliga wurden die Alsdorfer 1967 und 1968 Vizemeister hinter dem SC Jülich bzw. dem Oberbrucher BC 09, ehe 1971 der Wiederaufstieg in die Verbandsliga gelang. Es folgte der sofortige Wiederabstieg, dem 1974 der Absturz in die Bezirksklasse folgte.
Es dauerte bis 1985, ehe der Wiederaufstieg in die Landesliga gelang. Gleich in der Aufstiegssaison 1985/86 wurden die Alsdorfer Dritter, bevor die Mannschaft 1988 wieder in die Bezirksliga absteigen musste. Anschließend rutschte die Viktoria auf Kreisebene hinab und wurde vom im Jahre 1910 gegründeten Lokalrivalen Rhenania Alsdorf überholt, die im Jahre 2002 nach zwei Aufstiegen in Folge die Verbandsliga Mittelrhein erreichten, zwei Jahre später aber absteigen mussten.

### Nachfolgeverein Blau-Weiß Alsdorf

Vereinslogo von Blau-Weiß Alsdorf

Am 15. Juni 2004 fusionierte Viktoria Alsdorf mit Rhenania Alsdorf zu Blau-Weiß Alsdorf. Die Rhenania spielte von 2002 bis 2004 in der Verbandsliga Mittelrhein und brachte mit Torsten Frings einen späteren Nationalspieler hervor. Darüber hinaus wurde Elyasa Süme Profi in der Türkei und die ehemalige deutsche Nationalspielerin Judith Roth spielte für Rhenanias Frauenmannschaft.
Der neue Verein startete in der Landesliga, aus der er fünf Jahre später abstieg. Im Jahre 2011 folgte der Abstieg in die Kreisliga A, bevor die Mannschaft im Jahrestakt bis in die unterste Spielklasse, der Kreisliga D durchgereicht wurde. Im Sommer 2010 verlor Blau-Weiß Alsdorf zudem seine gesamte Jugendabteilung nach einem Streit zwischen dem Vereins- und dem Jugendvorstand. Die Jugendabteilung gründete den neuen Verein Jugend Sport Vereinigung Alsdorf 2010 (JSV Alsdorf), welcher auch die Nutzung der Sportanlage am Göbbelsstadion zugesprochen bekam. Dieser benannte sich zur Saison 2019/20 in den 1. Jugend Fußball Club Alsdorf (JFC Alsdorf) um.

## Persönlichkeiten
- Susanne Kasperczyk (Spielerin 1992–1999)
- Martin Luppen (Trainer 1966–1968)
- Orhan Aktaş (Spieler)